# Comuna Ambla
Ambla (în germană Ampel) este o comună (vald) din Comitatul Järva, Estonia. Localitatea a fost locuită de germanii baltici.

## Geografie
Comuna are o suprafață de 166 km2 și are în componență 10 sate și 3 târgușoare. Reședința comunei este târgușorul Ambla.

## Populația
Conform recensământului din 2000, comuna numără 2.386 locuitori.

## Localități componente

### Târgușoare
- Aravete
- Ambla
- Karavete

### Sate
- Roosna
- Jõgisoo
- Kurisoo
- Märjandi
- Sääskula
- Reinevere
- Raka
- Kukevere
- Mägise
- Rava